# Mauricio Molina
Mauricio Alejandro Molina Uribe, mais conhecido como Mauricio Molina, Molina ou Mao (Medellín, 30 de abril de 1980) é um ex-futebolista colombiano que atuava como meia.

## Carreira

### Início
Molina começou sua carreira no Envigado, com 16 anos.
Se transferiu para o Santa Fe em 2001.
Depois de uma grave lesão, voltou a campo em 2002 jogando pelo Independiente Medellín, onde liderou a equipe ao seu primeiro campeonato nacional em 45 anos, o terceiro no total. Em 2003, se destacou no time que alcançou as semifinais da Copa Libertadores.
Após sua exitosa campanha com o Independiente Medellín, Molina foi para o mexicano Monarcas, saindo em 2004 para o Al Ain, dos Emirados Árabes. Ficou um semestre, voltando ao Independiente Medellín para o primeiro semestre de 2005.
Depois, Molina esteve no San Lorenzo em 2005 e 2006.
No ano seguinte, defendeu o Olimpia no primeiro semestre, onde foi o co-artilheiro da equipe com 10 gols. No segundo semestre, se transferiu para o Estrela Vermelha, da Sérvia.

### Santos FC
Em fevereiro de 2008, Molina acertou sua ida ao Santos FC, sendo o principal reforço da equipe para a Copa Libertadores. O contrato era de três anos. Foi apresentado oficialmente no dia 9 e estreou na semana seguinte, contra o Cúcuta (1 a 1) pela Libertadores. No dia 24, Molina foi o destaque da goleada por 4 a 1 sobre o Ituano pelo Campeonato Paulista, com uma brilhante atuação e marcando seu primeiro gol pelo Santos.
Molina caiu nas graças da torcida santista ao marcar 4 gols na mesma partida, na vitória de 7 a 0 sobre o San Jose, da Bolívia, pela Copa Libertadores.
Em sua primeira temporada, marcou 13 gols, sendo um dos principais jogadores da equipe, ao lado de Kléber Pereira.
Em 2009, foi ele quem deu a vaga a Neymar, no jogo de estreia do craque, diante do Oeste, pelo Campeonato Paulista. Nesse ano, anotou mais 5 gols.
Ao todo, Molina jogou 78 jogos pelo Peixe, marcando 18 gols.

### Futebol coreano
Em 19 de julho de 2009, o colombiano acertou sua transferência para o Seongnam Ilhwa, da Coreia do Sul.
Na equipe sul-coreana logo ganhou destaque, principalmente por suas atuações na Liga dos Campeões da AFC de 2010 onde sagrou-se campeão, sendo o vice-artilheiro da competição com 7 gols.
Em dezembro disputou a Copa do Mundo de Clubes da FIFA 2010, onde marcou logo na estreia, em uma vitória por 4 a 1 sobre o Al-Wahda, sua equipe perderia as semifinais por 3 a 0 para a Inter de Milão, na disputa pelo terceiro lugar Molina voltaria a se destacar, ao marcar os 2 gols na derrota por 4 a 2 para o Internacional. Ao término da competição, Molina terminou como artilheiro máximo da competição.
No início de 2011 acertou sua transferência para o FC Seoul.

### Retorno para Colômbia
Aos 37 anos, em 2017, anunciou sua aposentadoria.

### Seleção Colombiana
Pela Seleção Colombiana, fez parte do título da Copa América de 2001.

## Títulos

### Clubes
Independiente Medellín
- Torneo Finalización: 2002
- Torneo Apertura: 2016

Seongnam Ilhwa Chunma
- Liga dos Campeões da AFC: 2010

FC Seoul
- K-League: 2012
- Korean FA Cup: 2015

### Seleção nacional
Seleção Colombiana
- Torneio de Toulon: 1999
- Copa América: 2001

### Individual
- Copa do Mundo de Clubes da FIFA: 2010 (3 gols)